# Джураев, Хасан
Хасан Джураев (узб. Hasan Joʻrayev; 1906, Ташкент, Ташкентский уезд, Сырдарьинская область, Российская империя — 1954, Сталинабад, Таджикская ССР, СССР) — советский узбекский государственный и партийный деятель. Первый секретарь Наманганского обкома  КП(б) / КП Узбекистана (1952—1954).

## Биография
Родился в крестьсянской семье. Член РКП(б) с 1924 г.
Трудовую деятельность начал в 1918 году рабочим-железнодорожником в Коканде. В 1922—1925 гг. работал сторожем на станции в г. Старая Бухара.
- 1925—1927 гг. — слушатель партийной школы в г. Старая Бухара,
- 1927—1929 гг. — пропагандист Кашкадарьинского окружного комитета КП(б) Таджикистана,
- 1929—1931 гг. — служба в Красной Армии в Кулябе и Гарме Таджикской ССР,
- 1931—1932 гг. — ответственный секретарь Хаитского районного комитета КП(б) Таджикистана,
- 1933—1940 гг. — инспектор УПКМ в Сталинабаде,
- 1940—1942 гг. — первый секретарь Душанбинского районного комитета КП(б) Таджикистана.
- 1947 г. - первый секретарь Ташкентского обкома КП(б) Узбекистана.
- В 1952—1954 гг. — первый секретарь Наманганского обкома КП(б)-КП Узбекистана.

## Награды
- Орден Трудового Красного Знамени (25.12.1944, 16.01.1950)
- Орден Красной Звезды (1946)
- Орден Знак Почёта (1947)